# Coral da Universidade de São Paulo
O Coral da Universidade de São Paulo  (CORALUSP) é um coro do tipo universitário do Brasil e é órgão da Pró-Reitoria de Cultura e Extensão Universitária da Universidade de São Paulo, fundado em 1967, por Benito Juarez e José Luiz Visconti.
Sua sede está localizada no Campus da Universidade de São Paulo, Zona Oeste da cidade de São Paulo, mas tem grupos que atuam em outras unidades da USP: Reitoria, IPT - Instituto de Pesquisas Tecnológicas, Faculdade de Direito do Largo de São Francisco, Escola de Enfermagem, Estação Ciência e a Casa de Dona Yayá.
Desde o final dos anos 60, Benito Juarez, Damiano Cozzella, Elizabeth Rangel Pinheiro, Baldur Liesenberg e Helena Starzynski fundamentaram o alicerce técnico e artístico do grupo. Desde então, inúmeros regentes, arranjadores, instrumentistas e compositores contribuem com o coral.
O CORALUSP estimula a formação de músicos e oferece a seus integrantes oportunidades de iniciação, orientação de técnica vocal,história da música, harmonia, regência coral e piano (para monitores) e consulta ao acervo para os interessados.
No currículo do CORALUSP estão cinco registros fonográficos, turnês pelo exterior (EUA, Europa, África e Argentina), cinco premiações da APCA - Associação Paulista de Críticos de Arte, participações e apresentações em festivais, teatros, igrejas, parques, universidades, colégios e programas de rádio e tv.
Com 13 grupos em atividade e aproximadamente 950 cantores, fez 130 apresentações em 2005.